# Lepidodexia
Lepidodexia is een vliegengeslacht uit de familie van de dambordvliegen (Sarcophagidae).

## Soorten
- L. bivittata (Curran, 1928)
- L. blakeae (Dodge, 1955)
- L. borealis (Reinhard, 1937)
- L. elegans (Coquillett, 1895)
- L. frontalis (Aldrich, 1929)
- L. hirculus (Coquillett, 1910)
- L. miamensis (Townsend, 1918)
- L. nocturnalis (Walton, 1915)
- L. olmaba (Brimley, 1927)
- L. reinhardi (Lopes, 1979)
- L. rufitibia (Wulp, 1895)
- L. rufocaudatata (Bigot, 1888)
- L. setosa (Coquillett, 1895)
- L. sheldoni (Coquillett, 1898)
- L. strigosa (Reinhard, 1945)
- L. unicolor (Aldrich, 1916)